# La Formation de la terre végétale par l'action des vers de terre
La Formation de la terre végétale par l'action des vers de terre, avec des observations sur leurs habitudes (titre original anglais : The Formation of Vegetable Mould through the Action of Worms, with Observations on their Habits, abréviation parfois utilisée : Worms) est le titre d'un ouvrage de Charles Darwin, dont la première édition est parue le 10 octobre 1881. Une année avant sa mort, Darwin concluait avec ce livre ses décennies d'études sur les interactions entre les vers de terre et la structure des sols, ainsi que sur le comportement de ces animaux.
Au début du XIXe siècle, les vers de terre étaient considérés comme nuisibles, en particulier en dehors des sciences agraires,. Les observations précises de Darwin sur leur mode de vie, ainsi que ses expériences sur leurs capacités auditives, visuelles et thermosensibles, ainsi que sur l'action de leurs réflexes conduisirent à la rapide diffusion de ses observations. Le savoir sur l'utilité des vers de terre dans l'agriculture s'imposa vite, même en-dehors des milieux spécialisés.
Sur la base de preuves de divers continents, Darwin avec l'exemple de l'écologie des vers de terre a démontré pour la première fois l'importance de la vie souterraine pour la formation des sols.

## Histoire de la découverte

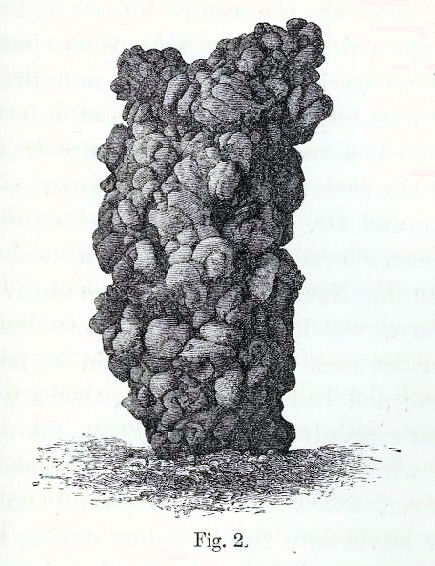
Excrétions de vers de terre français, qui formeront le sol

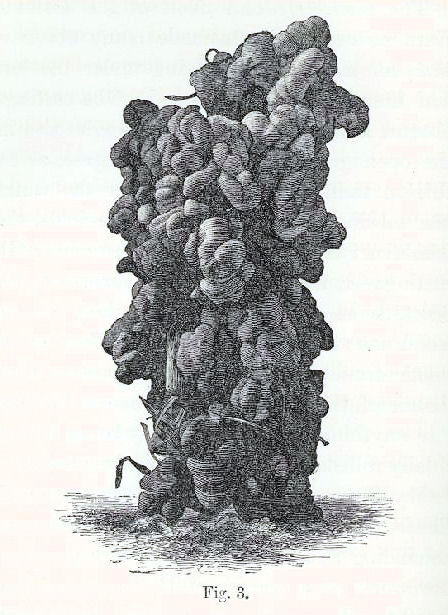
Excrétions de vers de terre indiens, qui formeront le sol

De décembre 1831 à octobre 1836, Charles Darwin prend part à une expédition scientifique sur le HMS Beagle, qui le conduit autour du monde. Immédiatement après son retour, il commence à classer les éléments, les manuscrits et les notes qu'il a rapportés de ces cinq années, et à préparer les publications envisagées. La première paraît dès février 1838 sous le titre The Zoology of the Voyage of H.M.S. Beagle. Les suites du long voyage en mer et le travail intensif sur les manuscrits endommagent la santé de Darwin au point que ses médecins lui recommandent en 1837 d'arrêter ses travaux pendant quelques semaines, et d'aller passer l'été à la campagne. Darwin passe ces semaines de vacances chez son oncle Josiah Wedgwood II à Maer Hall dans le Staffordshire.
Pendant ce séjour dans la fraîcheur de l'été, son oncle lui raconte une observation qu'il a faite peu auparavant sur plusieurs de ses prairies. Francis Darwin, le troisième fils de Darwin rappelait en 1887 que son père n'avait jamais nié par qui il avait été incité à étudier les vers de terre : « Il était reconnaissant à son oncle Josiah Wedgwood de lui avoir fait observer que les vers, quand ils ramènent de la terre à la surface dans leurs excrétions, recouvrent tous les objets posés par terre » (repris de Graff).
Peu de semaines après son départ de Maer Hall, le 1er novembre 1837, Darwin présenta devant la Société géologique de Londres une petite contribution : On the formation of mould (« Sur la formation des sols végétaux »)…
« […] dans lequel il est montré que les petits fragments de marne, de cendres, etc. répandus en couche épaisse sur plusieurs prairies se retrouvent au bout de quelques années à la profondeur de quelques pouces de profondeur, mais tout en gardant le profil de la couche initiale. Ce plongement apparent d'objets superficiels, résulte, comme Mr. Wedgwood de Maer Hall dans le Staffordshire m'en a suggéré au début l'hypothèse, de l'accumulation d'une grande quantité d'une terre très fine, qui est apportée constamment à la surface par les vers sous la forme de leurs excréments cylindriques. Ces excréments sont tôt ou tard étalés à la surface, et recouvrent tout objet resté à la surface du sol. J'ai donc été amené à la déduction que toute la terre végétale du pays est déjà passée de nombreuses fois par les voies digestives des vers, et y passera encore beaucoup. »
L'exposé de Darwin est publié tout d'abord en 1838, rédigé par un auteur inconnu, dans les Proceedings of the Geological Society of London, puis en 1840 par Darwin lui-même, dans une version retravaillée et complétée, dans les Transactions of the Geological Society. Une faute d'impression dans cette deuxième publication conduit Darwin à faire une petite communication en 1844 dans la Gardeners' Chronicle and Agricultural Gazette, sous le titre On the Origin of Mould
Ce n'est que dix ans après la publication de son ouvrage majeur L'Origine des espèces et qu'il a commencé son travail sur La Filiation de l'homme et la sélection liée au sexe qu’il recommence, en 1869, à s'occuper de l'importance des vers de terre pour la formation de la terre végétale. Le déclencheur en est une critique de son article de 1844 dans la Gardener's Chronicle :
« En 1869, M. Fish a rejeté mes déductions concernant le rôle que les vers jouent dans la formation de la terre végétale, et ce pour l'unique raison de leur supposée incapacité à accomplir ce travail. Il remarque : « eu égard à leur faiblesse et à leur petite dimension, le travail qu'ils auraient accompli selon cette conception serait étonnant ». […] Bien que ces objections ne m'apparaissent avoir que peu de poids, je me suis décidé à entreprendre une série d'observations supplémentaires de la même nature que celles déjà publiées[…] »
De trois lettres de la nièce de Darwin, Lucy Wedgwood, il ressort que celle-ci a dès mai 1870 fait des observations sur les activités de vers de terre qu'elle gardait apparemment dans des récipients ; cependant, ce n'est qu'à partir de l'hiver 1870/71 que l'on peut avoir la preuve d'un tas de dessins de Darwin sur ce thème. Ce n'est qu'en 1983 que Graff a attiré l'attention sur ce point, après un réexamen des documents originaux laissés par Darwin.
Pendant les dix années suivantes, Darwin rassemble tous les écrits possibles sur les vers de terre, demande en des lieux éloignés dans le monde des collections d'échantillons, ou tout au moins des descriptions précises des excréments, et conduit de son côté de nombreuses expériences. Le manuscrit est terminé enfin à la fin de mai 1881 ; l'édition du livre est retardée jusqu'à octobre 1881, parce que l'éditeur anglais de Darwin s'attache à le faire paraître simultanément en Angleterre et aux États-Unis.

## Contenu scientifique

### Le comportement des vers de terre

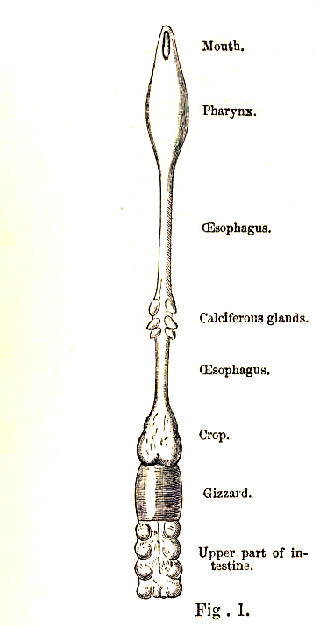
Tube digestif d'un ver de terre. De haut en bas : bouche, pharynx, œsophage, glandes calcifères, œsophage, jabot, gésier, sommet de l'intestin.

Encore avant d'avoir terminé son ouvrage éthologique : L'Expression des émotions chez l'homme et les animaux publié en 1872, Darwin avait commencé à travailler spécialement sur les excréments des vers de terre, mais aussi plus généralement sur leur comportement.
Dans son introduction à la Formation de la terre végétale, Darwin écrit :
« Comme j'étais amené à garder des vers dans mon bureau, dans des pots pleins de terre, j'ai commencé à m'intéresser à eux, et je souhaitais savoir dans quelle mesure ils agissaient consciemment, et quelles richesses d'esprit ils développaient. J'étais d'autant plus curieux d'apprendre quelque chose à ce sujet que je sais que peu d'observations de cette nature ont été faites sur des animaux qui possèdent un aussi bas niveau d'organisation, et qui sont aussi pauvrement équipés d'organes des sens que les vers de terre. »
Et en effet, Darwin consacre presque 70 des 180 pages de son texte au « mode de vie des vers ». Il décrit leur constitution et les qualités de leur habitat, montre qu'ils sont principalement nocturnes, qu'ils parcourent de longues distances, et qu'ils peuvent vivre sous l’eau. Il décrit en détail les expériences qui montrent que les vers de terre – qui n'ont pas d'yeux – peuvent cependant distinguer entre la lumière et l'obscurité, et – selon son hypothèse – qu'ils peuvent, grâce à des réflexes innés, se retirer rapidement dans leurs trous quand ils sont fortement éclairés. Darwin teste aussi leur sensibilité à la chaleur et au froid ainsi que leurs possibilités acoustiques :
« Les vers ne possèdent aucun sens de l'ouïe. Ils ne font aucune attention aux sons stridents d'un sifflet métallique faits à plusieurs reprises dans leur voisinage ; ni aux sons les plus graves et les plus forts d'un basson. Ils se comportent avec indifférence aux cris, si l'on prend la précaution de ne pas les effleurer de son souffle. Quand on les pose sur une table près du clavier d'un piano joué aussi fort que possible, ils restent tout à fait tranquilles. »
Darwin teste en outre l'odorat des vers de terre, leurs préférences alimentaires, dissèque leur appareil digestif et analyse leurs glandes. Il décrit aussi sur bien des pages des expériences faites par son fils Francis : de quelle manière les vers de terre mangent les feuilles et d'autres nourritures potentielles, même de petits triangles de papier ou d'autres objets, la nuit dans leurs trous ? Comme certains de ces objets ne disparaissent dans les trous qu'après des essais répétés, Darwin finit par comprendre :
« Quand nous considérons ces divers cas, nous ne pouvons guère échapper à la conclusion que les vers déploient une sorte d'intelligence dans la manière de boucher leurs trous (Darwin1881, p. 51). »
Enfin, Darwin décrit la manière par laquelle les vers creusent leurs trous (ceci soit en repoussant la terre de tous les côtés, soit en l’avalant) et compare les aspects – très similaires – des tas de déjections de vers de terre anglais, français, indiens et ceylanais. Sur la base des tas d'excréments étrangers qui lui ont été envoyés, Darwin généralise ses propres observations faites en Angleterre et en arrive à la conclusion « que les vers [sont occupés] à remonter la terre fine à la surface dans la plupart, ou toutes les parties du monde, et sous les climats les plus divers. »

### Analyses pédologiques

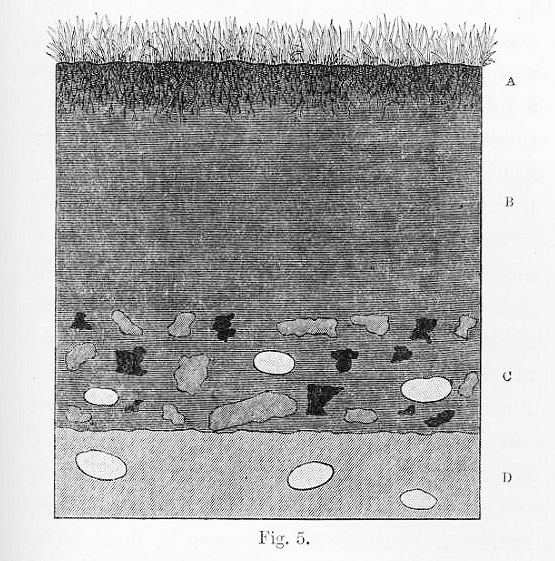
Coupe de la terre d'un champ qui a été complètement dénudé 15 ans précédemment, et recouvert alors de pierres pour améliorer le drainage. A – Couvert herbeux ; B – terre sans aucune pierre ; C – terre avec des fragments de marne brûlée, de scories de charbon et de cailloux de quartz ; D – sous-sol de terrain foncé, tourbeux, sableux, avec des cailloux.

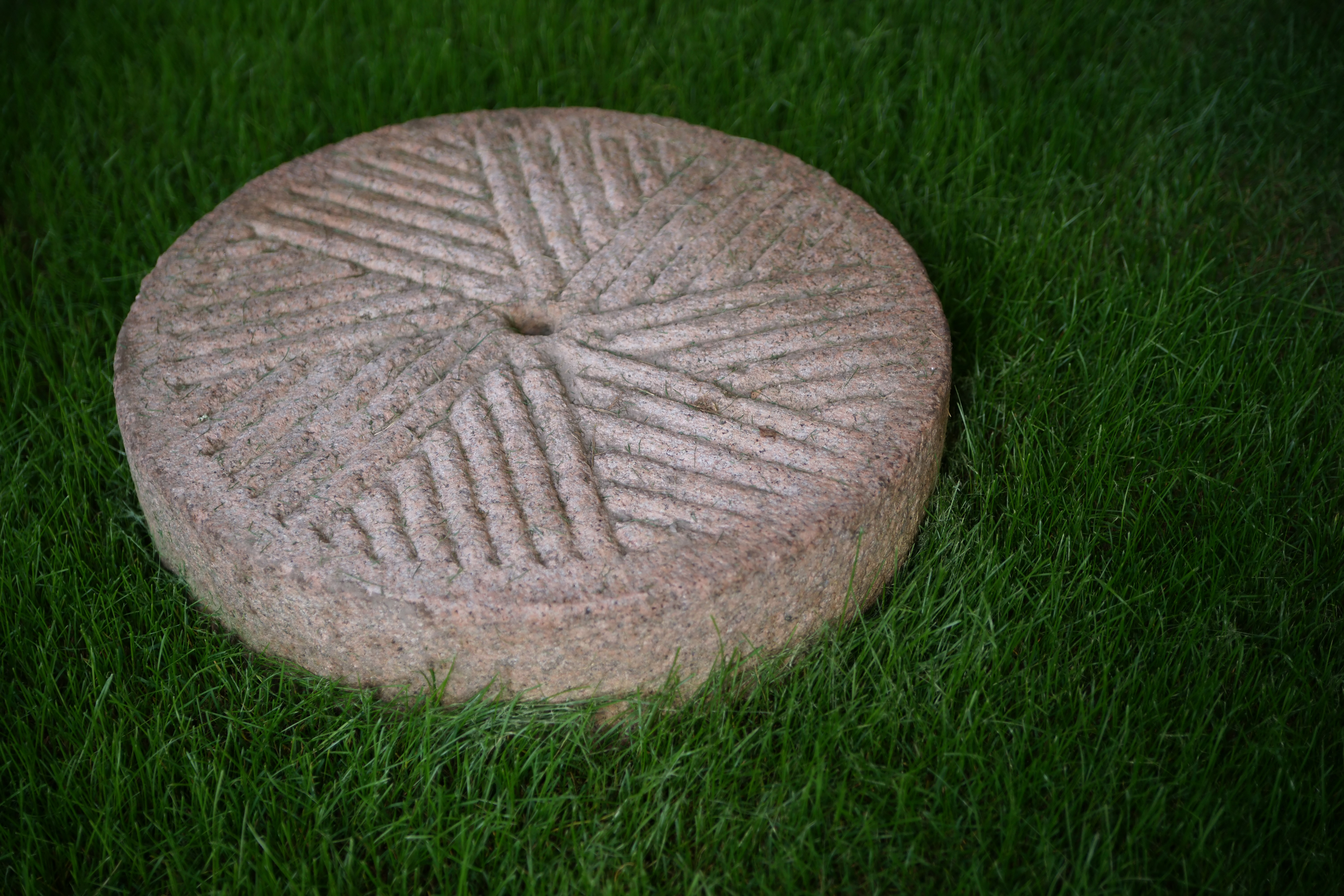
« Darwin a mesuré la vitesse avec laquelle une pierre posée dans son jardin s'enfonçait : 2.2 mm par an » (copie de l’expérience au Muséum de Vienne).

Après les analyses du comportement éthologique, Darwin se consacre à « l’objet plus immédiat » de son travail, c'est-à-dire « la quantité de terre remontée par les vers du dessous de la surface, et qui est ensuite plus ou moins étalée par le vent et la pluie ». Il décrit en détail les faits rapportés par son oncle des décennies auparavant : vers 1827, on avait répandu auprès de Maer Hall du calcaire grossièrement moulu en couche épaisse sur un champ, et l'on pouvait retrouver cette couche dix ans plus tard enfouie à une profondeur de trois pouces (8 cm). Sur un autre champ, on avait répandu en 1822 de la marne et de la cendre, que l'on retrouvait en 1837 à une profondeur de 3 à 4 pouces (soit 8  à   10 cm) sous la surface.
Après d'autres exemples, Darwin décrit enfin une expérience qui a duré – près de sa maison – de décembre 1842 à novembre 1871 : au cours de ces 29 ans, des petits morceaux de craie répandus à la surface sont arrivés à une profondeur de 7 pouces (soit environ 20 cm), ce qui représente un rejet de terre par les vers de terre de 0,22 pouce par an (environ 5 mm par an). Après des considérations sur la vitesse à laquelle même de grosses pierres posées sur le sol (comme celles de Stonehenge) peuvent s'enfoncer, Darwin tente de mettre en rapport la masse de terre remuée au cours du temps au nombre de vers de terre vivant dans le sol. En référence à Victor Hensen, Darwin écrit que l'on peut partir de 133 000 vers de terre vivants par hectare, ce qui correspond environ à 133 kg de biomasse en vers de terre.
Le but des calculs de Darwin est de démontrer que « les conséquences d'une cause constamment répétée » s'ajoutent, et que donc de petites causes (ici les petits vers), abondantes et en suffisamment de temps, peuvent amener à des effets importants.

### Considérations en rapport avec l'archéologie et l'écologie

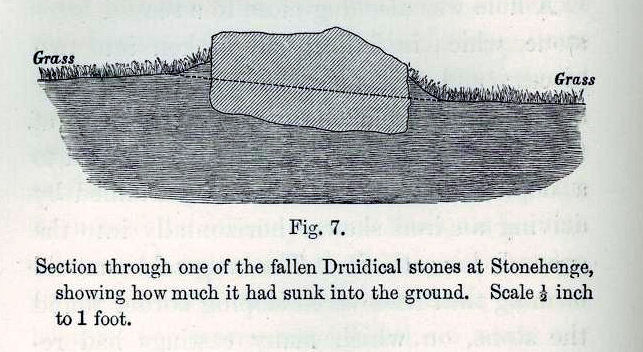
Section à travers une des « pierres druidiques » tombées à Stonehenge, montrant combien elle s'est enfoncée dans le sol.

Sur la base des exemples d'engrais calcaire enfouis sur les prairies anglaises, Darwin peut évaluer la profondeur à laquelle arrivent des pierres en 20 ou 30 ans. Sur l'exemple de sites de fouilles archéologiques, il essaie d'évaluer la part qu'ont les vers dans l'« enterrement » de vieux bâtiments ou d'objets antiques :
« Les archéologues ne savent probablement pas dans quelle mesure ils devraient être reconnaissants aux vers pour la préservation de beaucoup d'objets antiques. Quand des monnaies, des bijoux en or, des outils de pierre, etc. tombent par terre, ils sont infailliblement enterrés en quelques années sous les excréments des vers, et ainsi préservés de manière sûre, jusqu'à ce qu'à quelque moment ultérieur le sol soit encore une fois retourné. »
Darwin prend occasion de la fouille d'une villa rustica romaine dont le sol et les restes des murs sont enfouis à 13  à   15 pouces (en gros 40 cm), pour observer sur place si les vers de terre ont pu pénétrer à travers le sol, constitué de ciment et de plaques de mosaïque. Il suppose d'abord que les restes de la villa ont été ensevelis au cours des siècles par le vent, mais il peut observer, nuit après nuit, que des excréments de vers ont été déposés aussi entre les plaques de mosaïque. De fin août à mi-octobre 1877, Darwin fait compter le nombre de tas d'excréments et de trous de vers sur une surface de sol préalablement nettoyée, puis examiner l'état des lieux trois ans plus tard. De cette manière, il peut prouver que les vers de terre – au moins sous le climat tempéré d'Angleterre – sont toujours actifs, apportent constamment de la terre vers la surface, et, à la suite de l'effondrement occasionnel de leurs trous, peuvent amener des surfaces mécaniquement assemblées, à s'enfoncer en gardant approximativement la même forme.
Parmi les exemples examinés par le fils de Darwin, William, on compte notamment l'abbaye de Beaulieu, où le sol de la nef est enfoui en 1872 à 10  à   11 pouces (25  à   28 cm). William a non seulement creusé des trous dans l’herbe pour mesurer de ses mains la profondeur de l’enfouissement, mais il a récolté aussi la terre d'un de ces trous, de façon que l'on puisse estimer que « l'accumulation pendant un an sur un yard carré (environ 0,84 m2) pourrait peser 1,68 livre. » Darwin aboutit enfin à la conclusion
« que les vers de terre, en enterrant et cachant beaucoup de bâtiments romains et autres en Angleterre, ont joué un rôle important ; mais sans doute le lessivage de terre à partir de lieux voisins plus élevés, ainsi que le dépôt de poussière par le vent ont significativement aidé à ce travail de dissimulation. »
Suit une longue digression sur la décomposition des roches cristallines, sous l’action de l'air, de l’eau, des changements de température et autres causes. Il s'y rattache une description de l’action neutralisante des substances produites par les vers de terre, qu'ils évacuent par les glandes calcifères, et qui agissent sur les acides humiques. Darwin en conclut que les vers de terre prennent part au moins indirectement aussi à la décomposition chimique des roches. En outre, dans leur gésiers, ils participent au broyage de particules de la taille des grains de sable. Leurs trous servent aussi à absorber l’eau de pluie, ce qui diminue l'érosion des sols en pente. En outre, les trous servent à l'aération des sols :
« Ils font pénétrer l’air profondément dans le sol. Ils facilitent aussi de façon significative la pousse des racines moyennes ; et celles-ci se nourrissent de l’humus dont sont garnis les trous de vers. Beaucoup de graines doivent leur germination aux circonstances par lesquelles elles ont été recouvertes d'excrétions de vers. »
Otto Graff a confirmé ces indications de Darwin au début des années 1970 par des expériences en plein champ à l'Agence fédérale allemande de recherche sur l’agriculture.
Darwin conclut ses remarques sur le ver de terre ainsi :
« Il est merveilleux de penser que sur une telle étendue toute la masse de l'humus superficiel est passée et repassera encore, toutes les quelques années, au travers du corps de vers de terre. La charrue est une des plus anciennes et des plus utiles inventions de l'homme ; mais bien avant qu'elle existe, la terre était en fait régulièrement labourée et continue toujours de l'être par les vers de terre. On peut douter que beaucoup d'autres animaux aient joué un rôle aussi important dans l'histoire du monde que ces créatures rudimentairement organisées. »

## Effet auXIXesiècle

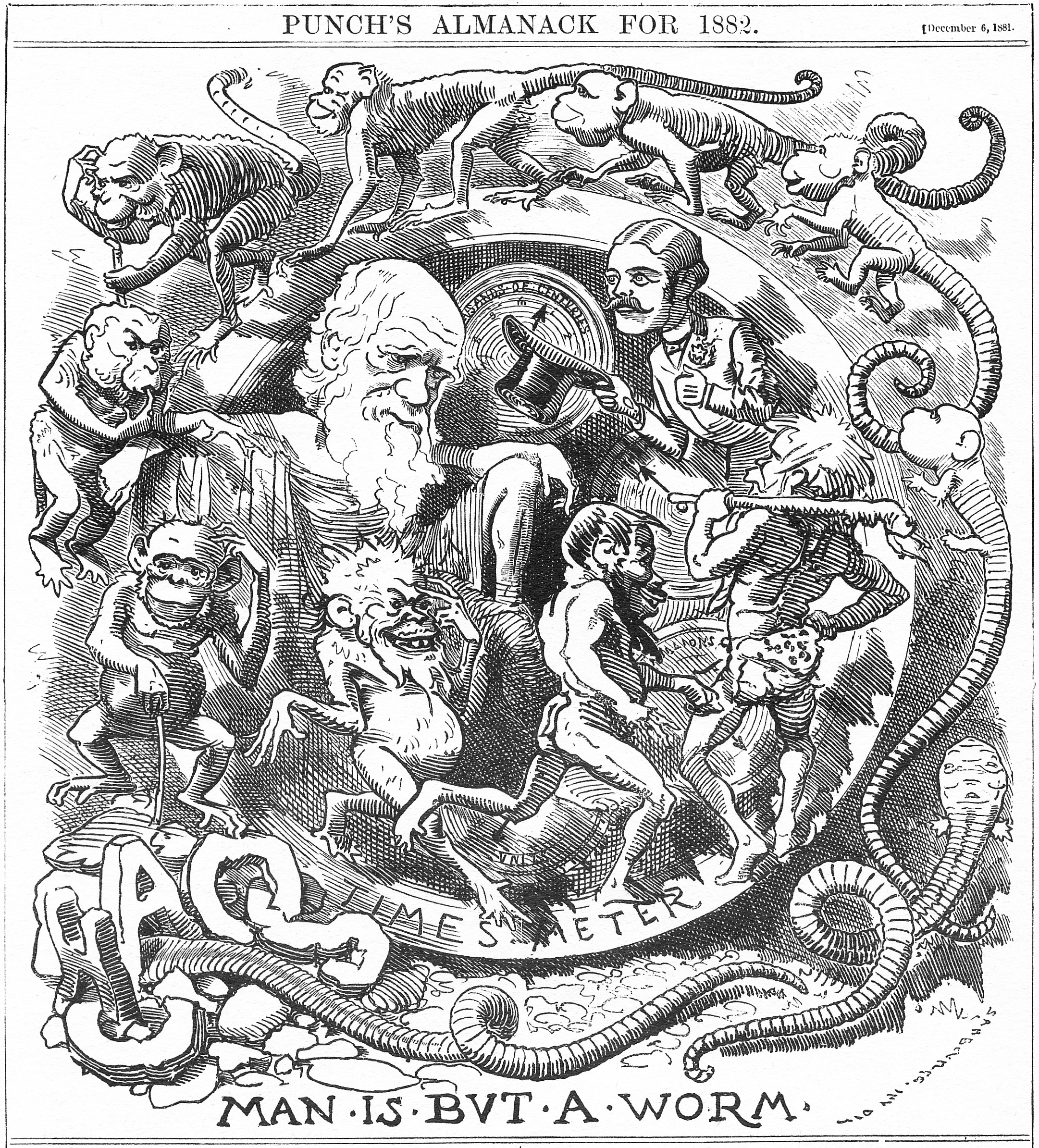
« L'homme n’est qu'un ver ». Caricature de Linley Sambourne (1881) : le ver de terre, point de départ sortant du « chaos », et Darwin, point d'arrivée de l'évolution, en passant évidemment par toutes les formes de singe.

En un mois après sa parution, 3 500 exemplaires de sa première édition étaient vendus, 3 ans après, la vente s'élevait à 8 500 exemplaires. Dès 1882, le livre est traduit deux fois en russe, en français, en italien et en allemand. La seule traduction en allemand jusqu'à présent est parue dans la librairie de E. Schweizbart, faite par le zoologiste Julius Victor Carus, qui avait déjà traduit précédemment parmi d'autres L'Origine des espèces et L'Expression des émotions chez l'homme et les animaux de Darwin ; ce n'est qu'en 1899 que la deuxième édition paraît chez le même éditeur.
Darwin reçoit 100 exemplaires d'auteur de son livre, et en envoie beaucoup dès octobre 1881 à des amis ou collègues spécialistes. Leurs commentaires vont « de l’accord à l'enthousiasme », tandis que les critiques de certains journaux pour le grand public – notamment aux États-Unis et en Belgique – récusent les affirmations de Darwin, puisque les vers de terre sont nuisibles. En Allemagne et Autriche, par contre, on présente une opinion positive dans de nombreux journaux. Sur ce point, il est important que le physiologiste Victor Hensen, qui professe à l'université de Kiel ait expérimenté parallèlement à Darwin, faisant un exposé sur les rapports entre le ver de terre et le défrichage du sol, et ait ainsi pavé la route pour les thèses de Darwin.
Le quotidien Die Presse de Vienne recommande le livre dès le 9 novembre 1881 à ses lecteurs, car Darwin l'a « écrit avec la simplicité et la clarté » qu'on lui connaît ; il ne contient « aucun terme technique » et est donc un « livre captivant au plus haut point », – « captivant comme un conte de fées. » Une revue en deux parties commence en décembre 1881 dans l'Illustrirte Zeitung par exemple avec l'affirmation que « la preuve convaincante est apportée de ce que ces vers de terre familiers, et si souvent peu appréciés, jouent un rôle très important dans l'entretien de la nature. » Et début 1882, dans une table ronde organisée par l'hebdomadaire Die Gegenwart (de) sur les vers de terre : « Depuis le 10 octobre, le jour de parution du dernier ouvrage de Darwin, ils font l'objet d'attention de la part de gens qui, plus tôt, ne les auraient jamais considérés, et tous les journaux et revues racontent leurs hauts faits. » Au même endroit, on trouve un parallèle avec l'étude de Darwin sur l'origine des espèces (« à petites causes, grands effets ») et il est remarqué que la thèse de Darwin de la naissance de bonne terre végétale par l’action des vers est confirmée « par des expériences directes de V. Hensen. » La critique dans Die Gegenwart conclut ainsi :
« Des milliers d'yeux par ailleurs assez observateurs, ont déjà vu l'activité des vers de terre, sans en tirer des conclusions qui nous paraissent maintenant presque évidentes. C'est toujours le privilège d'un homme, au regard perçant dans les profondeurs, et qui sait évaluer les moindres actions, de soulever de tels problèmes, et par là d'attirer des êtres les plus bas et les plus méprisés au centre des intérêts. »
Malgré de nombreux commentaires favorables, les thèses de Darwin ne restent pas sans opposition même dans le monde germanophone. Tout d'abord, l'agronome Ewald Wollny – il a la réputation de meilleur pédologue de son temps – s'exprime négativement en 1882 dans la revue spécialisée dont il est l'éditeur Forschungen auf dem Gebiete der Agrikulturphysik, et il tient également les expériences de Hensen pour fautives. Wollny, « une sommité d'alors dans le monde de l'agronomie scientifique, » essaie dans les années qui suivent à appuyer sur l'expérience sa position que les vers de terre sont nuisibles, contrairement aux affirmations de Darwin et Hensen. Il rapporte en 1890 sur ses expériences, entreprises en 1883/1884 et de 1888 à 1890. Il écrit dès son introduction :
« Contrairement aux positions prises jusqu'à présent par l’auteur, les recherches préliminaires entreprises ont eu un résultat surprenant en faveur des vers. […] Dans aucune des expériences, les plantes n'ont montré quelque dommage dû aux vers. »
Avec la « conversion » de Wollny, écrit Otto Graff dans sa rétrospective sur « la question des vers de terre aux XIXe et XXe siècles », « la question des vers de terre a été résolue par la science en faveur d'une utilité manifeste de ces animaux. » Les expériences de Wollny ont entre autres établi que des augmentations substantielles de production des cultures les plus diverses peuvent être réalisées par les vers de terre. Une reconnaissance quasi-officielle des vers de terre comme animaux utiles à l'agriculture s'ensuit quand Victor Hensen est invité par Albert Schultz-Lupitz (de) à faire un exposé sur les vers de terre devant l'assemblée d'hiver de la Société allemande d’agriculture.

## Prise en compte auXXesiècle
En 1936, Darwin est honoré comme un des pères fondateurs de la pédologie pour son livre, par l'éditeur, Arsenii Arsen'evitch Yarilov (1868–1947) de la première revue spécialisée en pédologie, fondée en 1899 en Russie, Potchvovedenie (La pédologie). Le pédologue russe Mercurii Sergueievitch Guilarov(1912–1985) décrit le livre de Darwin en outre comme une racine de l'éthologie des invertébrés.
Entre 1972 et 1979, des chercheurs néerlandais ont réuni des données sur un nouveau polder en Flevoland, en dénombrant les vers de terre sur le terrain herbeux. Ils sont arrivés à la conclusion que Darwin avait clairement sous-estimé la biomasse de vers de terre. D'après eux, vivent sous une surface herbeuse non travaillée de 300 à 900 vers par mètre carré (en moyenne 500), ce qui donne une biomasse de 2 500 kg/ha.
En 1979 est publiée en Grande-Bretagne une étude – inspirée des observations de Darwin sur l'enfouissement des pierres dans le sol – qui met en évidence un processus comparable pour les semences de l'herbe. Aussi bien en laboratoire qu'en plein champ, les semences dispersées à la surface disparaissent généralement dans la terre, s'il y a là des vers de terre. Comme les semences restées à la surface sont généralement mangées par les oiseaux ou autres animaux, cet enfouissement des semences résulte en un accroissement du nombre de semences qui germent. On en conclut que « les influences des vers de terre sur la semence sont clairement importantes du point de vue de la dynamique des populations de plantes ».
Dans un travail de revue de 2004, d'autres auteurs indiquent qu'à la suite du travail de Wollny de 1890, les recherches sur les relations entre vers de terre et qualité des sols se sont presque exclusivement confinées à l'Europe. Ce n'est qu'à partir des années 1930 pour les chercheurs chinois et américains, 1950 pour les indiens et les néo-zélandais, qu'ils ont commencé à aborder ce thème. Depuis, des milliers d'articles sont parus, qui ont confirmé les déductions de Darwin – en particulier en ce qui concerne l'influence des vers sur la biosphère :
« Aujourd'hui, il est bien reconnu que les vers de terre sont des agents importants pour le maintien de « sols sains », et qu'ils agissent comme indicateurs de la qualité de l'environnement. La résurgence de l’intérêt pour l'agriculture organique ou « biologique » (dans laquelle les vers de terre jouent un rôle accru envers la fertilité des sols) dans les dernières années a attiré le livre de Darwin et les vers de terre à nouveau sous les feux de la rampe, »
Dès 1999, Monika Joschko et Otto Graff tenaient un discours similaire.

## Notes et références

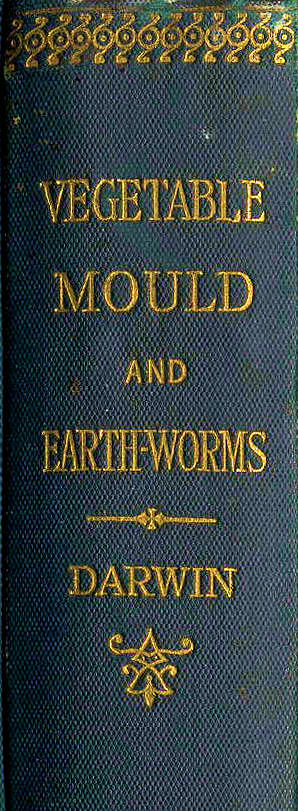